# Allsvenskan de 2018

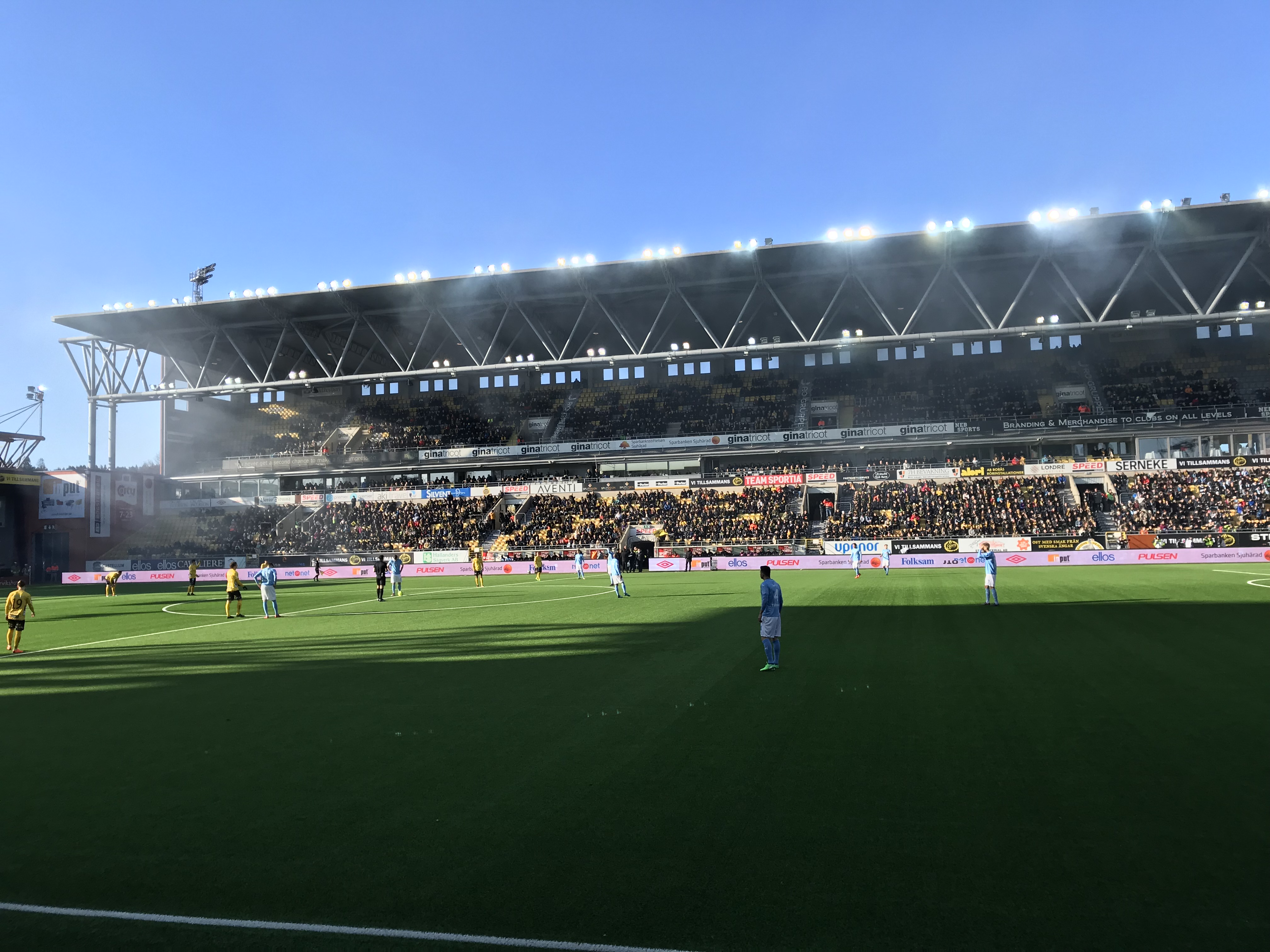
Um dos jogos inaugurais da temporada, opondo o IF Elfsborg ao Malmö FF, na Arena de Borås.

O Campeonato de Futebol da Suécia de 2018 (Fotbollsallsvenskan 2018) decorreu no período de abril a novembro.
Esta foi a 94ª edição do escalão principal do futebol sueco.
O AIK de Estocolmo foi o vencedor, conquistando assim o seu 12.º título.

Participaram 16 clubes na competição, contando com 3 novas equipas que ascenderam a este escalão – o IF Brommapojkarna, o Dalkurd FF e o Trelleborgs FF.
Baixaram de divisão automaticamente o Dalkurd FF e o Trelleborgs FF (último e penúltimo classificados da Allsvenskan), e o IF Brommapojkarna (em play off entre o antepenúltimo classificado da Allsvenskan e o terceiro classificado da Superettan).
A dureza do inverno sueco dificulta ou impede a prática do futebol no exterior durante os meses de inverno, sendo por isso preferida a temporada primavera-outono, embora isso provoque um desfazamento negativo em relação aos países que adotam a temporada outono-primavera.

## Campeão de 2018
| Allsvenskan 2018         |
| Sweden                   |
| ------------------------ |
| AIK Campeão (12º título) |

## Classificação final de 2018
| Posição | Clube             | Pontos | Qualificação              |
| ------- | ----------------- | ------ | ------------------------- |
| 1       | AIK               | 67     | Liga dos Campeões da UEFA |
| 2       | IFK Norrköping    | 65     | Liga Europa da UEFA       |
| 3       | Malmö FF          | 58     | Liga Europa da UEFA       |
| 4       | Hammarby IF       |        |                           |
| 5       | BK Häcken         |        |                           |
| 6       | Östersunds FK     |        |                           |
| 7       | Djurgårdens IF    |        |                           |
| 8       | GIF Sundsvall     |        |                           |
| 9       | Örebro SK         |        |                           |
| 10      | Kalmar FF         |        |                           |
| 11      | IFK Göteborg      |        |                           |
| 12      | IF Elfsborg       |        |                           |
| 13      | Sirius            |        |                           |
| 14      | IF Brommapojkarna |        | Despromovido              |
| 15      | Dalkurd FF        |        | Despromovido              |
| 16      | Trelleborgs FF    |        | Despromovido              |

## Participantes
| Clube             | Cidade     | Estádio             | Capacidade |
| ----------------- | ---------- | ------------------- | ---------- |
| AIK               | Solna      | Friends Arena       | 50 000     |
| BK Häcken         | Gotemburgo | Rambergsvallen      | 6 000      |
| Dalkurd FF        | Uppsala    | Gavlevallen (Gävle) | 6 432      |
| Djurgårdens IF    | Estocolmo  | Tele 2 Arena        | 30 000     |
| Hammarby IF       | Estocolmo  | Tele2 Arena         | 30 000     |
| IF Brommapojkarna | Estocolmo  | Grimsta IP          | 8 000      |
| IF Elfsborg       | Borås      | Arena de Borås      | 16 899     |
| IFK Göteborg      | Gotemburgo | Gamla Ullevi        | 18 416     |
| IFK Norrköping    | Norrköping | Nya Parken          | 17 234     |
| Kalmar FF         | Kalmar     | Guldfågeln Arena    | 12 000     |
| Malmö FF          | Malmö      | Estádio Swedbank    | 24 000     |
| Trelleborgs FF    | Trelleborg | Vångavallen         | 10 000     |
| GIF Sundsvall     | Sundsvall  | Norrporten Arena    | 7 700      |
| Sirius            | Uppsala    | Studenternas IP     | 6 300      |
| Örebro SK         | Örebro     | Behrn Arena         | 12 000     |
| Östersunds FK     | Östersund  | Jämtkraft Arena     | 6 000      |

| Promovidos da Superettan 2017 |
| ----------------------------- |
| IF Brommapojkarna             |
| Dalkurd FF                    |
| Trelleborgs FF                |

| Despromovidos do Allsvenskan 2018 |
| --------------------------------- |
| Dalkurd FF                        |
| Trelleborgs FF                    |
| IF Brommapojkarna                 |